# Cryptomeigenia brimleyi
Cryptomeigenia brimleyi là một loài ruồi trong họ Tachinidae.